# Andrew C. Robinson
Pour les articles homonymes, voir Andrew Robinson et Robinson.
Andrew C. Robinson (né à Saint Augustine) est un dessinateur de bande dessinée américain.

## Biographie
Andrew C. Robinson naît le 9 octobre 1970 à Saint Augustine, où il grandit. Il s'engage dans l'armée afin de financer des cours d'art à l'université de Savannah en art et design. Durant la dernière année, en 1993, il dessine des histoires courtes publiées par Dark Horse Comics. Il travaille ensuite pour  DC Comics où il dessine Chain Gang War en 1994. Il participe ensuite à plusieurs comics dont Starman, Grayson, etc. Il n'est pas attaché à ce seul éditeur et son nom se retrouve aussi sur des comics de Marvel Comics (X-Man), Valiant Comics (Harbinger), etc,. Il est aussi l'auteur de son propre comics intitulé Dusty Star sorti en 1997. En 2013, il réalise avec Kyle Baker sur un scénario de Vivek Tiwary le roman graphique Le Cinquième Beatles qui est récompensé par un prix Eisner et un prix Harvey en 2014.

## Prix et récompenses
- 2014 : 
  - Prix Eisner du meilleur travail inspiré de la réalité pour Le Cinquième Beatles. L'Histoire de Brian Epstein (avec Kyle Baker et Vivek J. Tiwary)
  - Prix Harvey du meilleur album original, de la meilleure œuvre biographique, historique ou journalistique pour Le Cinquième Beatles (avec Kyle Baker et Vivek J. Tiwary)
  - Prix de la National Cartoonists Society du roman graphique pour Le Cinquième Beatles